# Амерітреш

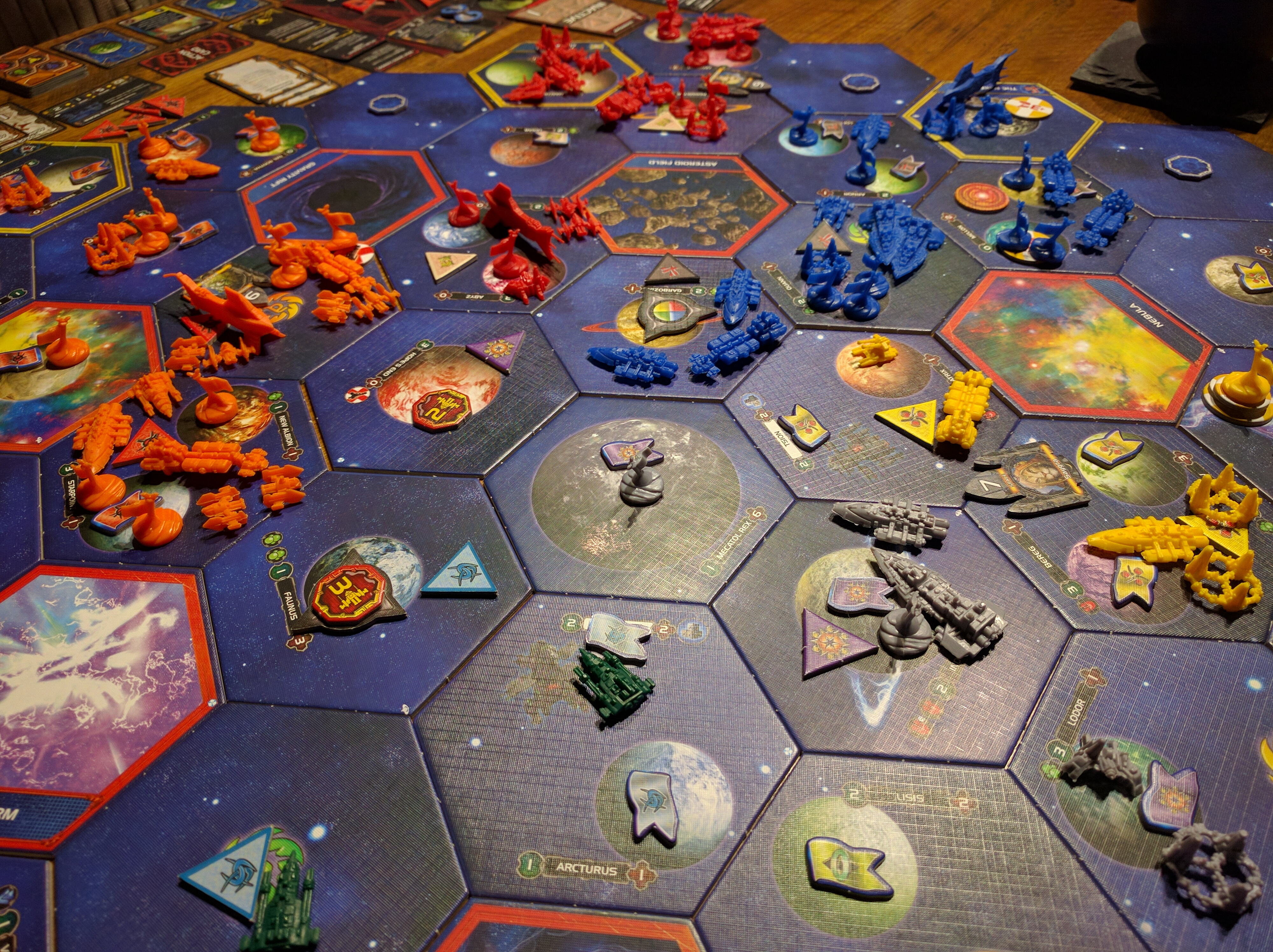
«Twilight Imperium» — типовий представник амерітрешу

Амерітреш (англ. Ameritrash) (також відомий як «американський стиль настільних ігор») — категорія настільних ігор, що походить зі Сполучених Штатів Америки та характеризується яскравою тематикою, високим рівнем взаємодії між гравцями, акцентом на сюжеті та атмосфері, а також частим залученням елементу випадковості. Цей тип ігор зазвичай протиставляють «єврогрі» (європейським настільним іграм), які наголошують на стратегічному плануванні, мінімальній випадковості та абстрактнішій подачі. 

## Історія
Термін «Ameritrash» виник на англомовних інтернет-форумах та спільнотах шанувальників настільних ігор наприкінці ХХ — на початку ХХІ століття. Первісно він мав жартівливий чи навіть зневажливий відтінок, спрямований на настільні ігри зі США, що характеризувалися великою кількістю компонентів, яскравими ілюстраціями, складними правилами та значною часткою рандому. З часом спільнота настільників прийняла цей термін, переосмисливши його як назву окремого напрямку, в якому емоційний досвід, тематичність та занурення в ігрову історію стали позитивними рисами, а не недоліками. 

## Характеристики
Амерітреш-ігри часто ґрунтуються на яскравих темах — науковій фантастиці, фентезі, жахах, пригодах та історичних конфліктах. Їхні механіки підтримують сюжет, створюючи атмосферу залученості та занурення.
Конфлікти, протистояння та напружені взаємодії між учасниками є типовими для цього жанру. Гравці часто безпосередньо впливають на ресурси, дії та позиції інших.
Кубики, карти чи інші механізми випадковості широко використовуються в Амерітреш-іграх. Це робить кожну партію непередбачуваною та сприяє формуванню унікального досвіду.
Ці ігри зазвичай мають багато деталізованих фігурок, яскраві ілюстрації та якісне виробництво компонентів, що створює відчуття «кінематографічності».

## Амерітреш і Євроігри
На відміну від євроігор, де гравці здебільшого будують економічні чи стратегічні системи з мінімальною взаємодією та незначною випадковістю, амерітреш робить акцент на насиченому досвіді, історії та динамічних зіткненнях. Якщо євроігри заохочують раціональні рішення та стратегічне планування в умовах обмеженої кількості ресурсів, то амерітреш орієнтується на емоційність, несподівані повороти та драматичний розвиток подій. 

## Амерітреш ігри
Деякі з найвідоміших представників стилю амерітреш включають:
- Жах Аркгема
- Володар Токіо
- Зомбіцид
- Володар Перснів: Пригоди в Середзем'ї
- Star Wars: Зовнішнє Кільце
- Немезида
- Темна Гавань: Щелепи Лева
- Прадавній жах
- Сутінки імперії
- Маєтки божевілля
- Battlestar Galactica: The Board Game
- Runewars
- BattleLore
- Cyberpunk 2077: Банди Найт-сіті
- Twilight Imperium